# 斯特里蒂夫卡
50°1′4″N 30°53′26″E / 50.01778°N 30.89056°E
斯特里蒂夫卡（烏克蘭語：Стрітівка）是位於烏克蘭北部的村莊，由基辅州奧布希夫區的勒日希夫市鎮負責管轄。該村始建於1650年，面積4.61平方公里，海拔高度164米，2024年人口530。